# Acanthopetalum macedonicum
Acanthopetalum macedonicum är en mångfotingart som först beskrevs av Karl Wilhelm Verhoeff 1923.  Acanthopetalum macedonicum ingår i släktet Acanthopetalum och familjen Schizopetalidae. Inga underarter finns listade i Catalogue of Life.